# Pórobeton

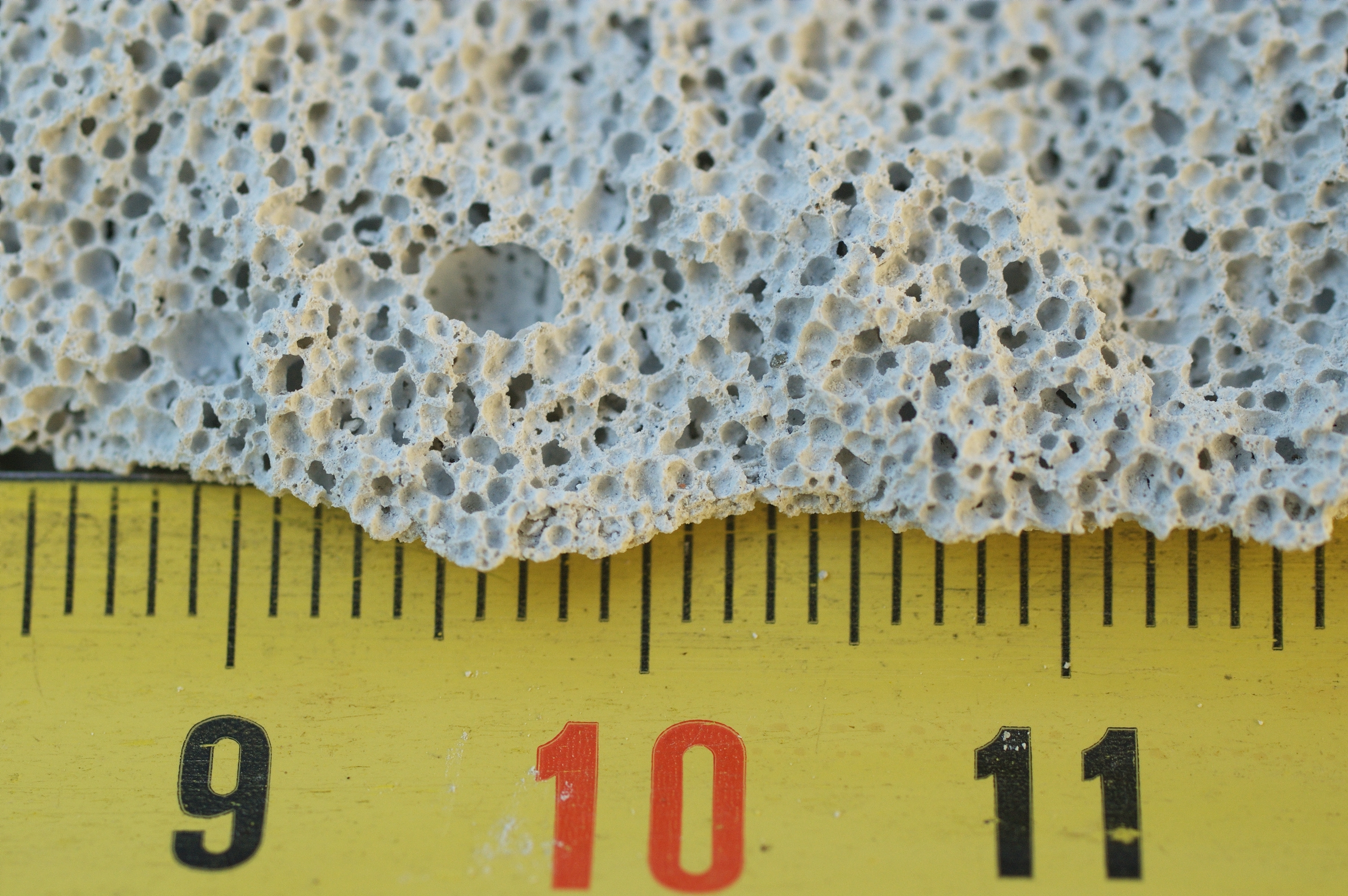
Pórobeton v detailu

Pórobeton, známý také jako lehký autoklávový beton, je druh lehkého betonu (objemová hmotnost < 2000 kg/m3 v suchém stavu) s dobrými tepelně a zvukově izolačními schopnostmi. Jedná se o beton tzv. přímo lehčený, což znamená, že vylehčení bylo dosaženo při výrobě vytvořením pórů přímo do vlastní hmoty betonu.

## Výroba
Pórobeton se stejně jako klasický beton vyrábí ze třech základních složek – plniva, pojiva a vody. V případě pórobetonů se jako plnivo používá křemičitý písek nebo elektrárenský popílek (popř. škvára nebo struska). Jako pojivo se používá cement, vápno, nebo směs cementu s vápnem.
Dělení pórobetonu dle jeho složení:
- plynobeton – pojivem je cement a vylehčení se dosahuje plynem, který vzniká chemickou reakcí v důsledku vložení hliníkového prášku nebo pasty,
- plynosilikát – pojivem je vápno a vylehčení se dosahuje stejně jako v případě plynobetonu,
- pěnobeton – pojivem je cement a vylehčení se dosahuje vmícháním pěnotvorné přísady – stabilní pěny.

## Složky pórobetonu

### Plnivo
Používá se jednak přírodní (křemičité drobné kamenivo nebo horniny vulkanického původu), jednak umělé (nejčastěji elektrárenský popílek, popřípadě vysokopecní strusku, škváru apod.).
- Křemičité drobné kamenivo neboli písek (bílý pórobeton) – je plnivem v plynobetonu. Používá se buď přírodní naváté nebo plavené, které je odpadem při výrobě kaolínu. Vhodné jsou pouze jemné frakce nejvýše s 10% zbytkem na sítě 2 mm a s obsahem nejméně 90 % oxidu křemičitého. Vlhkost kameniva smí být nejvýše 8 %. Kamenivo musí být naprosto čisté, bez organických látek.

- Létavé elektrárenské popílky (šedý pórobeton) – nejčastěji se používají do plynosilikátového betonu. Elektrárenské popílky mají hydraulické vlastnosti, malou objemovou hmotnost, jsou velmi jemné a odolné proti agresivním vodám. Oxid křemičitý SiO2 ve spojitosti s vazbou na hydroxid vápenatý Ca(OH)2, uvolňující se při hydrataci vápna nebo cementu, je nositelem hydraulické vaznosti ve hmotě.

Vazba oxidu hlinitého Al2O3, oxidu železitého Fe2O3, popřípadě oxidu hořečnatého MgO, a jejich krystalická forma je druhým kvalitativním znakem vhodnosti popílku. Létavé elektrárenské popílky vhodné pro výrobu pórobetonu obsahují nejméně 45 % oxidu křemičitého, nejvýše 35 % oxidu hlinitého, nejvýše 18 % oxidu železitého a maximálně 2 % síry SO3 a oxidu hořečnatého. Jsou velmi jemné. Zbytek na sítě 0,2 mm může být maximálně 5 % z hmotnosti vzorku na sítě 0,063 v rozmezí od 20 do 35 %. Popílek má pórovitou strukturu, která má vliv na množství mikropórů. Mikropóry jsou faktorem ovlivňujícím objemové změny při změně vlhkosti.
V oblasti šedého pórobetonu, tedy materiálu s příměsí popílku, existují jisté kontroverze. Popílek vzniklý spalováním uhlí může obsahovat malé množství zdraví nebezpečných látek, například olovo, kadmium a rtuť, či arzén. V současné době neexistuje žádná  odborná studie, která by potvrzovala stabilitu těchto látek v pórobetonu. Není tedy známo, zda nemůže stopové množství nebezpečných látek z popílku unikat do okolí (především do půdy a podzemních vod). Navíc při řezání a demolici pórobetonových tvárnic tak může teoreticky docházet k inhalaci prachu. I proto se objevují hlasy pro zařazení popílku do nebezpečných látek na území Evropské unie.
Bílý pórobeton (příměsí je písek) je v současné době považován za šetrnější variantu, neboť je vyráběn z materiálů přírodního původu. Při výrobě bílého pórobetonu lze navíc použít odpad vzniklý jeho produkcí a všechny komponenty se mohou po demolici budovy znovu použít. Bílý pórobeton je  oproti šedému chemicky i mechanicky stabilnější, neboť písek obsahuje více oxidu křemičitého, který zvyšuje podíl přírodní stabilizační substance – tobemoritu. Na druhou stranu šedý pórobeton má na základě testů několikanásobně vyšší smrštivost a po letech může být nestabilní. Bílý pórobeton nemá tendenci v průběhu let měnit svou strukturu, praskat, či se odlupovat.

### Pojivo
- Vápno – používá se pro výrobu plynosilikátů. Získává se pálením čistých uhličitanů vápenatých pod mez slinutí. Vápno ve vyžíhaném stavu obsahuje maximálně 90 % oxidu vápenatého a maximálně 2 % oxidu hořečnatého. Aktivita vápna se vyjadřuje maximální teplotou exotermické reakce hašení vápna (minimálně 70 °C za 4 až 10 minut hašení). Pro výrobu pórobetonu jsou vhodná jen vápna, která mají maximální množství oxidu vápenatého a která se hasí v době od nalití do formy do počátku tuhnutí.

- Cement – používá se pro výrobu plynobetonu, a to portlandský i struskoportlandský cement tříd 325 nebo 400. Protože teprve vhodný poměr minerálů v cementu dává předpoklady k dosažení požadovaných pevností, jsou tyto cementy označovány UTB (cement vhodný pro urychlování tvrdnutí betonu).

### Další přísady
- Sádrovec – dvojmocný síran vápenatý CaSO4 x 2H2O se přidává při výrobě pórobetonu v různých krystalických hmotách ve čtyřech jakostních třídách, které se od sebe liší obsahem dihydrátu. Sádrovec reguluje počáteční hydrataci vápna, přispívá k mrazuvzdornosti pórobetonu a ovlivňuje kladně výslednou pevnost. Předpokládá se, že přes vazbu reaktivního oxidu hlinitého Al2O3 z popílku na krystalizaci oxidu vápenatého Ca(OH)2.

- Hliníkový prášek – má obsahovat nejméně 94 % aktivního kovu. Proti oxidaci a případnému samovznícení je chráněn tukovým povlakem. Obsah tukových součástí smí být nejvýše 1,3 % z hmotnosti vzorku. Prášek má jemné zrnění. Propad sítem 0,2 mm musí být 100 %, zbytek na sítě 0 musí splňovat základní požadavky pro výrobu betonů.

## Autoklávovaný pórobeton
Autoklávovaný pórobeton je lehký beton vyrobený z křemičité jemnozrnné vápenné, cementové nebo cementovápenné malty vylehčené plynem, který vzniká chemickou reakcí hliníkové přísady, a vytvrzený parou pod tlakem.

## Vlastnosti pórobetonu
Lehké stavební hmoty umožňují snižovat hmotnost nejen občanských, ale i průmyslových a zemědělských staveb, a tím i snižovat stavební náklady. Hlavní úspory vyplývají z měřené spotřeby stavebních hmot. V důsledku toho jsou nižší náklady na dopravu, a to jak surovin, tak i hotových prefabrikátů.
Hmotnost výrobků z lehkých stavebních hmot lze snižovat jen do určitých mezí v souladu s požadavky statickými a tepelně i zvukově izolačními.
Pórobeton určený pro výrobu zdících prvků se dle pevnosti dělí do skupin: P1,8, P2, P3, P4, P6. Čísla udávají zaručenou pevnost v tlaku MPa.
- Objemová hmotnost pórobetonů je od 115 (lehké tepelné a protipožární izolace), u kusového zdiva od 300 do 700 kg/m3.
- Tepelná vodivost v suchém stavu je dána jejich objemovou hmotností, a to od 0,040 u izolací, u zdiva od 0,080 až do 0,170 W/m.K.
- Měrná tepelná kapacita c dle ČSN EN 1745 je 1,0 kJ/kg.K.

Faktor difúzního odporu μ = 5/10.